# Tabanus laotianus
Tabanus laotianus är en tvåvingeart som först beskrevs av Jacques-Marie-Frangile Bigot 1890.  Tabanus laotianus ingår i släktet Tabanus och familjen bromsar. Inga underarter finns listade i Catalogue of Life.